# Gobernación de Al Hudayda
La gobernación de Al Hudayda (en árabe: الحديدة) es una de las gobernaciones de Yemen. Su capital es Al Hudayda.
- Datos: Q275755
- Multimedia: Al Hudaydah Governorate / Q275755